# CDawgVA
Коннор Марк Колхун (англ. Connor Marc Colquhoun, нар. 26 липня 1996), відомий в Інтернеті під назвою CDawgVA ― британський ютубер, актор дубляжу, ведучий подкасту і Twitch стример, пов'язаний з GeeXPlus. У своїх відео поширює культуру отаку, через аніме, косплеї, хостклуби та visual kei рок.

## Кар'єра

### YouTube
Коннор відомий завдяки косплеїнгу та аматорському дубляжу відомих аніме серіалів та рольовим іграм (зокрема як бармен, слуга, танцюрист на пілоні та музикант). Його канал на YouTube набув популярності завдяки захопленню Аніме, при цьому JoJo's Bizarre Adventure є його улюбленим.
У листопаді 2019 року Колхун переїхав на північний захід від Токіо, щоб працювати в агентстві GeeXPlus, що належить концерну Kadokawa. Метою цього співробітництва є поширення та підтримка японської культури, зокрема аніме. У лютому 2020 року разом із Джої Бізінгером (The Anime Man) та Гарнтом Манітапхо (Gigguk) він запустив щотижневий подкаст Trash Taste, де обговорюють різні теми, включаючи аніме, манґу, отаку-культуру та свої враження від життя в Японії. Перша серія вийшла 5 червня 2020 року, всі випуски доступні на платформах YouTube, Spotify та iTunes. Подкаст значно сприяв успіху Колхуна; разом зі співпрацею з іншими ютуберами, які проживають в Японії, він досяг мільйона підписників 9 лютого 2020 року після 6 років. 23 березня 2021 року він досяг 2 мільйонів підписників.
У 2020 та 2021 роках Коннор був ведучим на Crunchyroll Anime Awards. У серпні 2020 року Колквун взяв участь у стрімованому шаховому турнірі під назвою Tournament Arc, організованому Chess.com для ютуберів аніме. У фіналі Колхун програв своєму колезі з Trash Taste Гарнту Манітапхо. У чемпіонаті-продовженні липня 2021 року, Tournament Arc 2, Колхун посів четверте місце в загальному заліку.
29 серпня 2022 року Колхун та Кріс Брод взяли участь у веломарофоні на відстані 750 км (470 миля) через Хоккайдо для збору коштів на підтримку Фонду імунодефіциту. Веломарафон був трансльований в прямому ефірі на Twitch і завершився 5 вересня 2022 року, зібравши понад $310,000. Подія перемогла в номінації «Найкращий філантропічний стрім» на Streamer Awards 2023. 11 грудня 2022 року Колхун взяв участь у несподіваному матчі з Ludwig Ahgren на чемпіонаті з шахів та боксу Mogul Chessboxing Championship, який відбувся в Гален-центрі в Лос-Анджелесі, Сполучені Штати. 1 березня 2023 року Колхун оголосив, що він буде ексклюзивно транслювати на Twitch після підписання угоди зі службою livestreaming.

## Фільмографія
Аніме
| Рік  | Назва                              | Роль        | Згадування | Прим.  |
| ---- | ---------------------------------- | ----------- | ---------- | ------ |
| 2021 | Seirei Gensouki: Spirit Chronicles | Reiss Vulfe |            | [ 18 ] |
| 2022 | Tribe Nine                         | Monkey      | 1 епізод   | [ 19 ] |

Відеоігри
| Рік  | Назва                                     | Роль                                           | Згадування     | Прим.  |
| ---- | ----------------------------------------- | ---------------------------------------------- | -------------- | ------ |
| 2015 | Age of Empires II: Definitive Edition     | African Soldier                                | Special thanks | [ 20 ] |
| 2020 | Popup Dungeon                             | Kraken Up, Mercenary, Rumor, Brevik, Zinfandel |                | [ 21 ] |
| 2021 | Earth Defense Force: World Brothers       | The Royal Guard                                |                |        |
| 2021 | TOME: Terrain of Magical Expertise        | Asterologist                                   |                | [ 22 ] |
| 2022 | Gunvolt Chronicles: Luminous Avenger iX 2 | Dacite                                         |                | [ 23 ] |
| 2023 | Omega Strikers                            | Rasmus                                         |                | [ 24 ] |
| 2023 | Honkai: Star Rail                         | Peak                                           |                |        |

Інші роботи
| Рік  | Назва                         | Роль                                          | Згадування | Прим.  |
| ---- | ----------------------------- | --------------------------------------------- | ---------- | ------ |
| 2012 | Dragon Ball Z Abridged        | Gashew, Spice                                 |            |        |
| 2015 | Hunter x Hunter Abridged      | Satotz                                        |            |        |
| 2015 | Hyrule Warriors: The Movie    | Volga                                         |            |        |
| 2016 | Hellsing Ultimate Abridged    | Headmaster/Freud                              |            |        |
| 2016 | One Minute Melee              | Kenpachi Zaraki, J.A.R.V.I.S.                 |            |        |
| 2016 | Chronexia and the Eight Seals | Burly Guy                                     | 1 episode  |        |
| 2017 | Did You Know Anime?           | Narrator/Himself                              |            |        |
| 2019 | The Weeklings                 | Pie Day                                       | 1 episode  |        |
| 2020 | BornWild • Versus             | Narrator, Lieutenant-General Gregson-Mitchell |            | [ 25 ] |
| 2021 | Last of the Grads             | Coast to Coast Killer (voice)                 | Uncredited |        |
| 2022 | GODSLAP                       | Defister                                      |            |        |